# 利亞嶺
70°13′S 65°0′E / 70.217°S 65.000°E
利亞嶺（英語：Leah Ridge）是南極洲的山嶺，位於麥克羅伯特森地，屬於查爾斯王子山脈的一部分，處於道森冰原島峰西北面2公里、貝舍韋斯山東南面9公里，澳大利亞探險隊首次踏足該山嶺。